# Veikko Lavi

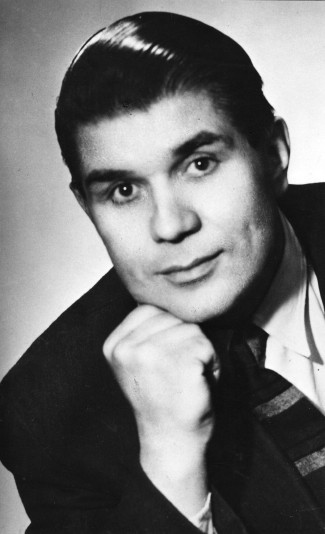
Veikko Lavi.

Toivo Veikko Lavi, född 23 april 1912 i Kotka, död där 22 maj 1996, var en finländsk kuplettsångare och sångförfattare. 
Lavi växte upp i arbetarmiljö och utbildade sig till sågtekniker. Han började efter andra världskriget göra sig ett namn på de lokala estraderna och skivdebuterade 1949. Han verkade som professionell artist till 1954, då han av hälsoskäl avbröt turnélivet och sökte sig till andra sysslor, bland annat livnärde han sig som hönsfarmare, dock utan att lämna sångförfattandet. 
Lavi återvände till rampljuset i slutet av 1960-talet, då han i bästa kuplettstil kommenterade introduktionen av mellanölet i livsmedelsaffärerna med låten Kaljahanat aukes. Hans karriär tog ny fart och de egenartade texterna, ofta till takten av jenkkamelodier, blev mer samhälleligt engagerade än tidigare. Utöver teman som tangerade utflyttningen från landsbygden skrev han även sånger om sin uppväxt och om finska inbördeskriget, vinterkriget och fortsättningskriget. Påfallande var även hans intresse att skildra den lilla människans öden, vilket framträder bland annst i hans kanske mest kända sång, Jokainen ihminen on laulun arvoinen (1976). Han skrev även kåserier och fem självbiografiskt färgade romaner. Ett skådespel baserat på hans liv och sånger, Isänmaan toivo, författat av Juice Leskinen, hade 1983 premiär på Kotka stadsteater.